# Трио «Скиталец»
Трио «Скиталец», Трио «Вандерер» (нем. Wanderer «скиталец») — французский камерный ансамбль. Назван в честь Франца Шуберта, которому принадлежит известная песня «Скиталец» (нем. Der Wanderer; 1816, D.493) и написанная на её тему фантазия для фортепиано соло (нем. Wanderer-Fantasie; 1822, D.760).
Трио создано в 1987 г. В его состав входят пианист Венсан Кок, скрипач Жан Марк Филипп-Варжабедян и виолончелист Рафаэль Пиду. Все три музыканта окончили Парижскую консерваторию как солисты и затем совершенствовали своё мастерство ансамблистов там же под руководством таких музыкантов, как Жан Клод Пеннетье, Жан Юбо, Янош Штаркер, Менахем Пресслер.
Трио выпустило записи фортепианных трио Мендельсона, Дворжака, Сметаны, Брамса, Сен-Санса, записало Тройной концерт Бетховена (c Кёльнским филармоническим оркестром под управлением Джеймса Конлона).
В 1997, 2000 и 2009 гг. трио удостаивалось премии «Виктуар де ля мюзик» как лучший камерный ансамбль Франции.